# Rossomyrmex
Rossomyrmex é um género de insecto da família Formicidae.
Este género contém as seguintes espécies:
- Rossomyrmex minuchae
- Rossomyrmex proformicarum